# Santamartabladspeurder
De santamartabladspeurder (Clibanornis rufipectus syoniem: Automolus rufipectus) is een zangvogel uit de familie Furnariidae (ovenvogels).

## Verspreiding en leefgebied
Deze soort is endemisch in noordelijk Colombia.

## Status
De grootte van de populatie is in 2020 geschat op 9300-13.100 volwassen vogels. De soort heeft een klein verspreidingsgebied en door ontbossing gaat in snel tempo geschikt habitat verloren. Op de Rode lijst van de IUCN heeft deze soort daarom de status kwetsbaar.